# Albo d'oro del campionato belga di calcio
La pagina elenca le squadre vincitrici del massimo livello del campionato belga di calcio, istituito per la prima volta nel 1895.

## Albo d'oro

### Coupe de Championnat (1895-1898)
| Stagione  | Vincitore            | Secondo posto    | Terzo posto                | Capocannoniere                   |
| --------- | -------------------- | ---------------- | -------------------------- | -------------------------------- |
| 1895-1896 | RFC Liegi (1)        | Anversa          | Sporting Club de Bruxelles | Samuel Hickson (Liegi) (?)       |
| 1896-1897 | Racing Bruxelles (1) | RFC Liegi        | Anversa                    | Samuel Hickson (Liegi) (?)       |
| 1897-1898 | RFC Liegi (2)        | Racing Bruxelles | Léopold                    | Franz König (R.C. Bruxelles) (?) |

### Division 1 (1898-1900)
| Stagione  | Vincitore            | Secondo posto | Terzo posto | Capocannoniere                                 |
| --------- | -------------------- | ------------- | ----------- | ---------------------------------------------- |
| 1898-1899 | RFC Liegi (3)        | Club Bruges   | Léopold     | Franz König (R.C. Bruxelles) (?)               |
| 1899-1900 | Racing Bruxelles (2) | Club Bruges   |             | Charles Atkinson Grimshaw (R.C. Bruxelles) (?) |

### Division d'Honneur (1900-1952)
| Stagione  | Vincitore                                 | Secondo posto                             | Terzo posto                               | Capocannoniere                                                    |
| --------- | ----------------------------------------- | ----------------------------------------- | ----------------------------------------- | ----------------------------------------------------------------- |
| 1900-1901 | Racing Bruxelles (3)                      | Beerschot                                 | Léopold                                   | Herbert Potts (Beerschot) (26)                                    |
| 1901-1902 | Racing Bruxelles (4)                      | Léopold                                   | Union Saint-Gilloise                      | Herbert Potts (Beerschot) (16)                                    |
| 1902-1903 | Racing Bruxelles (5)                      | Union Saint-Gilloise                      | Beerschot                                 | Gustave Vanderstappen (Union SC) (?)                              |
| 1903-1904 | Union Saint-Gilloise (1)                  | Racing Bruxelles                          | Club Bruges                               | Gustave Vanderstappen (Union SC) (30)                             |
| 1904-1905 | Union Saint-Gilloise (2)                  | Racing Bruxelles                          | Club Bruges                               | Robert De Veen (Club Bruges) (?)                                  |
| 1905-1906 | Union Saint-Gilloise (3)                  | Club Bruges                               | Racing Bruxelles                          | Robert De Veen (Club Bruges) (26)                                 |
| 1906-1907 | Union Saint-Gilloise (4)                  | Racing Bruxelles                          | Club Bruges                               | Maurice Vertongen (R.C. Bruxelles) (29)                           |
| 1907-1908 | Racing Bruxelles (6)                      | Union Saint-Gilloise                      | Club Bruges                               | Maurice Vertongen (R.C. Bruxelles) (+23)                          |
| 1908-1909 | Union Saint-Gilloise (5)                  | Daring Bruxelles                          | Club Bruges                               | Vahram Kevorkian (Beerschot) (30)                                 |
| 1909-1910 | Union Saint-Gilloise (6)                  | Club Bruges                               | Racing Bruxelles                          | Maurice Vertongen (R.C. Bruxelles) (36)                           |
| 1910-1911 | Cercle Bruges (1)                         | Club Bruges                               | Daring Bruxelles                          | Alphonse Six (Cercle Bruges) (40)                                 |
| 1911-1912 | Daring Club (1)                           | Union Saint-Gilloise                      | Racing Bruxelles                          | Maurice Bunyan (R.C. Bruxelles) (33)                              |
| 1912-1913 | Union Saint-Gilloise (7)                  | Daring Bruxelles                          | Racing Bruxelles                          | Sylva Brebart (Daring Club) (31)                                  |
| 1913-1914 | Daring Club (2)                           | Union Saint-Gilloise                      | Cercle Bruges                             | Maurice Bunyan (R.C. Bruxelles) (28)                              |
| 1914-1918 | Interruzione per la prima guerra mondiale | Interruzione per la prima guerra mondiale | Interruzione per la prima guerra mondiale | Interruzione per la prima guerra mondiale                         |
| 1919-1920 | Club Bruges (1)                           | Union Saint-Gilloise                      | Daring Bruxelles                          | Honoré Vlamynck (Daring Club) (26)                                |
| 1920-1921 | Daring Club (3)                           | Union Saint-Gilloise                      | Beerschot                                 | Ivan Thys (Beerschot) (23)                                        |
| 1921-1922 | Beerschot (1)                             | Union Saint-Gilloise                      | Anversa                                   | Ivan Thys (Beerschot) (21)                                        |
| 1922-1923 | Union Saint-Gilloise (8)                  | Beerschot                                 | Cercle Bruges                             | Achille Meyskens (Union Saint-Gilloise) (24)                      |
| 1923-1924 | Beerschot (2)                             | Union Saint-Gilloise                      | Cercle Bruges                             | Charles Jooris (R.C. Bruxelles) (18)                              |
| 1924-1925 | Beerschot (3)                             | Anversa                                   | Union Saint-Gilloise                      | Joseph Taeymans (Berchem) (20)                                    |
| 1925-1926 | Beerschot (4)                             | Standard Liegi                            | Daring Bruxelles                          | Laurent Grimmonprez (RRC Gand) (28)                               |
| 1926-1927 | Cercle Bruges (2)                         | Beerschot                                 | Standard Liegi                            | Lucien Fabry (Standard Liegi) (28)                                |
| 1927-1928 | Beerschot (5)                             | Standard Liegi                            | Cercle Bruges                             | Raymond Braine (Beerschot) (35)                                   |
| 1928-1929 | Anversa (1)                               | Beerschot                                 | Malines                                   | Raymond Braine (Beerschot) (30)                                   |
| 1929-1930 | Cercle Bruges (3)                         | Anversa                                   | Malines                                   | Pierre De Vidts (Daring Club) (26)                                |
| 1930-1931 | Anversa (2)                               | Malines                                   | Berchem                                   | Jacques Secretin (Montegnée) (21) Joseph Van Beeck (Anversa) (21) |
| 1931-1932 | Lierse (1)                                | Anversa                                   | Union Saint-Gilloise                      | Bernard Delmez (Lierse) (26)                                      |
| 1932-1933 | Union Saint-Gilloise (9)                  | Anversa                                   | Cercle Bruges                             | Guillaume Ulens (Anversa) (33)                                    |
| 1933-1934 | Union Saint-Gilloise (10)                 | Daring Bruxelles                          | Standard Liegi                            | Vital Van Landeghem (Union Saint-Gilloise) (29)                   |
| 1934-1935 | Union Saint-Gilloise (11)                 | Lierse                                    | Daring Bruxelles                          | Marius Mondelé (Daring Club) (28)                                 |
| 1935-1936 | Daring Club (4)                           | Standard Liegi                            | Union Saint-Gilloise                      | Flor Lambrechts (Anversa) (37)                                    |
| 1936-1937 | Daring Club (5)                           | Beerschot                                 | Union Saint-Gilloise                      | Jean Collet (White Star) (22)                                     |
| 1937-1938 | Beerschot (6)                             | Daring Bruxelles                          | Union Saint-Gilloise                      | Marius Mondelé (Daring Club) (32)                                 |
| 1938-1939 | Beerschot (7)                             | Lierse                                    | R.O.C. de Charleroi-Marchienne            | Jozef Wagner (Anversa) (31)                                       |
| 1939-1941 | Non disputati                             | Non disputati                             | Non disputati                             | Non disputati                                                     |
| 1941-1942 | Lierse (2)                                | Beerschot                                 | Anversa                                   | Albert De Cleyn (Mechelen) (40)                                   |
| 1942-1943 | Mechelen (1)                              | Beerschot                                 | Lierse                                    | Jules Van Craen (Lierse) (41) Arthur Ceuleers (Beerschot) (41)    |
| 1943-1944 | Anversa (3)                               | Anderlecht                                | Beerschot                                 | Jan Goossens (Olympic Charleroi) (34)                             |
| 1944-1945 | Non disputato                             | Non disputato                             | Non disputato                             | Non disputato                                                     |
| 1945-1946 | Mechelen (2)                              | Anversa                                   | Anderlecht                                | Albert De Cleyn (Mechelen) (40)                                   |
| 1946-1947 | Anderlecht (1)                            | Olympic Charleroi                         | Malines                                   | Joseph Mermans (Anderlecht) (38)                                  |
| 1947-1948 | Mechelen (3)                              | Anderlecht                                | RFC Liegi                                 | Joseph Mermans (Anderlecht) (23)                                  |
| 1948-1949 | Anderlecht (2)                            | Berchem                                   | Standard Liegi                            | René Thirifays (Charleroi) (26)                                   |
| 1949-1950 | Anderlecht (3)                            | Berchem                                   | K.R.C. Mechelen                           | Joseph Mermans (Anderlecht) (37)                                  |
| 1950-1951 | Anderlecht (4)                            | Berchem                                   | K.R.C. Mechelen                           | Albert Dehert (Berchem) (27)                                      |
| 1951-1952 | RFC Liegi (4)                             | K.R.C. Mechelen                           | Anversa                                   | Jozef Mannaerts (K.R.C. Mechelen) (25)                            |

### Division 1 (1952-2008)
| Stagione  | Vincitore          | Secondo posto  | Terzo posto          | Capocannoniere                                                      |
| --------- | ------------------ | -------------- | -------------------- | ------------------------------------------------------------------- |
| 1952-1953 | RFC Liegi (5)      | Anderlecht     | Beerschot            | Henrik Coppens (Beerschot) (35)                                     |
| 1953-1954 | Anderlecht (5)     | Malines        | Gent                 | Hippolyte Van den Bosch (Anderlecht) (29)                           |
| 1954-1955 | Anderlecht (6)     | Gent           | Standard Liegi       | Henrik Coppens (Beerschot) (35)                                     |
| 1955-1956 | Anderlecht (7)     | Anversa        | Union Saint-Gilloise | Jean Mathonet (Standard) (26)                                       |
| 1956-1957 | Anversa (4)        | Anderlecht     | Gent                 | Maurice Willems (Gent) (35)                                         |
| 1957-1958 | Standard Liegi (1) | Anversa        | Gent                 | Jozef Vliers (Beerschot) (25) Jef van Gool (Anversa) (25)           |
| 1958-1959 | Anderlecht (8)     | RFC Liegi      | Standard Liegi       | Victor Wégria (Liegi) (26)                                          |
| 1959-1960 | Lierse (3)         | Anderlecht     | Genk                 | Victor Wégria (Liegi) (21)                                          |
| 1960-1961 | Standard Liegi (2) | RFC Liegi      | Anderlecht           | Victor Wégria (Liegi) (23)                                          |
| 1961-1962 | Anderlecht (9)     | Standard Liegi | Anversa              | Jacques Stockman (Anderlecht) (29)                                  |
| 1962-1963 | Standard Liegi (3) | Anversa        | Anderlecht           | Victor Wégria (Liegi) (24)                                          |
| 1963-1964 | Anderlecht (10)    | Beringen       | RFC Liegi            | Paul Van Himst (Anderlecht) (26)                                    |
| 1964-1965 | Anderlecht (11)    | Standard Liegi | Beerschot            | Jean-Paul Colonval (Tilleur) (25)                                   |
| 1965-1966 | Anderlecht (12)    | Sint-Truiden   | Standard Liegi       | Paul Van Himst (Anderlecht) (25)                                    |
| 1966-1967 | Anderlecht (13)    | Club Bruges    | RFC Liegi            | Jan Mulder (Anderlecht) (20)                                        |
| 1967-1968 | Anderlecht (14)    | Club Bruges    | Standard Liegi       | Roger Claessen (Standard) (20) Paul Van Himst (Anderlecht) (20)     |
| 1968-1969 | Standard Liegi (4) | Charleroi      | Lierse               | Antal Nagy (Standard) (20)                                          |
| 1969-1970 | Standard Liegi (5) | Club Bruges    | Gent                 | Lothar Emmerich (Beerschot) (29)                                    |
| 1970-1971 | Standard Liegi (6) | Club Bruges    | Anderlecht           | Erwin Kostedde (Standard) (26)                                      |
| 1971-1972 | Anderlecht (15)    | Club Bruges    | Standard Liegi       | Raoul Lambert (Bruges) (17)                                         |
| 1972-1973 | Club Bruges (2)    | Standard Liegi | RWD Molenbeek        | Rob Rensenbrink (Anderlecht) (16) Alfred Riedl (Sint-Truidens) (16) |
| 1973-1974 | Anderlecht (16)    | Anversa        | RWD Molenbeek        | Attila Ladinsky (Anderlecht) (22)                                   |
| 1974-1975 | RWD Molenbeek (1)  | Anversa        | Anderlecht           | Alfred Riedl (Anversa) (28)                                         |
| 1975-1976 | Club Bruges (3)    | Anderlecht     | RWD Molenbeek        | Hans Postumus (Lierse) (26)                                         |
| 1976-1977 | Club Bruges (4)    | Anderlecht     | Standard Liegi       | François Van der Elst (Anderlecht) (21)                             |
| 1977-1978 | Club Bruges (5)    | Anderlecht     | Standard Liegi       | Harald Nickel (Standard) (22)                                       |
| 1978-1979 | Beveren (1)        | Anderlecht     | Standard Liegi       | Erwin Albert (Beveren) (28)                                         |
| 1979-1980 | Club Bruges (6)    | Standard Liegi | RWD Molenbeek        | Erwin Vandenbergh (Lierse) (39)                                     |
| 1980-1981 | Anderlecht (17)    | Lokeren        | Standard Liegi       | Erwin Vandenbergh (Lierse) (24)                                     |
| 1981-1982 | Standard Liegi (7) | Anderlecht     | Gent                 | Erwin Vandenbergh (Lierse) (25)                                     |
| 1982-1983 | Standard Liegi (8) | Anderlecht     | Anversa              | Erwin Vandenbergh (Anderlecht) (20)                                 |
| 1983-1984 | Beveren (2)        | Anderlecht     | Club Bruges          | Nico Claesen (Sérésien) (27)                                        |
| 1984-1985 | Anderlecht (18)    | Club Bruges    | RFC Liegi            | Ronny Martens (Gent) (23)                                           |
| 1985-1986 | Anderlecht (19)    | Club Bruges    | Standard Liegi       | Erwin Vandenbergh (Anderlecht) (27)                                 |
| 1986-1987 | Anderlecht (20)    | Malines        | Club Bruges          | Arnór Guðjohnsen (Anderlecht) (19)                                  |
| 1987-1988 | Club Bruges (7)    | Malines        | Anversa              | Francis Severeyns (Anversa) (24)                                    |
| 1988-1989 | Mechelen (4)       | Anderlecht     | RFC Liegi            | Eddie Krnčević (Anderlecht) (23)                                    |
| 1989-1990 | Club Bruges (8)    | Anderlecht     | Malines              | Frank Farina (Club Bruges) (24)                                     |
| 1990-1991 | Anderlecht (21)    | Malines        | Gent                 | Erwin Vandenbergh (Gent) (23)                                       |
| 1991-1992 | Club Bruges (9)    | Anderlecht     | Standard Liegi       | Josip Weber (Cercle Bruges) (26)                                    |
| 1992-1993 | Anderlecht (22)    | Standard Liegi | Malines              | Josip Weber (Cercle Bruges) (31)                                    |
| 1993-1994 | Anderlecht (23)    | Club Bruges    | Seraing              | Josip Weber (Cercle Bruges) (31)                                    |
| 1994-1995 | Anderlecht (24)    | Standard Liegi | Club Bruges          | Aurelio Vidmar (Standard) (22)                                      |
| 1995-1996 | Club Bruges (10)   | Anderlecht     | Germinal Ekeren      | Mario Stanić (Club Bruges) (20)                                     |
| 1996-1997 | Lierse (4)         | Club Bruges    | R.E. Mouscron        | Robert Špehar (Club Bruges) (26)                                    |
| 1997-1998 | Club Bruges (11)   | Genk           | Germinal Ekeren      | Branko Strupar (Genk) (22)                                          |
| 1998-1999 | Genk (1)           | Club Bruges    | Anderlecht           | Jan Koller (Lokeren) (24)                                           |
| 1999-2000 | Anderlecht (25)    | Club Bruges    | Gent                 | Ole Martin Årst (Gent) (30) Toni Brogno (Westerlo) (30)             |
| 2000-2001 | Anderlecht (26)    | Club Bruges    | Standard Liegi       | Tomasz Radzinski (Anderlecht) (23)                                  |
| 2001-2002 | Genk (2)           | Club Bruges    | Anderlecht           | Wesley Sonck (Genk) (30)                                            |
| 2002-2003 | Club Bruges (12)   | Anderlecht     | Lokeren              | Wesley Sonck (Genk) (22) Cédric Roussel (Mons) (22)                 |
| 2003-2004 | Anderlecht (27)    | Club Bruges    | Standard Liegi       | Luigi Pieroni (Excelsior Mouscron) (28)                             |
| 2004-2005 | Club Bruges (13)   | Anderlecht     | Genk                 | Nenad Jestrović (Anderlecht) (18)                                   |
| 2005-2006 | Anderlecht (28)    | Standard Liegi | Club Bruges          | Tosin Dosunmu (Germinal Beerschot) (18)                             |
| 2006-2007 | Anderlecht (29)    | Genk           | Standard Liegi       | François Sterchele (Germinal Beerschot) (21)                        |
| 2007-2008 | Standard Liegi (9) | Anderlecht     | Club Bruges          | Joseph Akpala (Charleroi) (18)                                      |

### Pro League (2008-)
| Stagione  | Vincitore           | Secondo posto        | Terzo posto          | Capocannoniere                                                                              |
| --------- | ------------------- | -------------------- | -------------------- | ------------------------------------------------------------------------------------------- |
| 2008-2009 | Standard Liegi (10) | Anderlecht           | Club Bruges          | Jaime Alfonso Ruiz (Westerlo) (18)                                                          |
| 2009-2010 | Anderlecht (30)     | Gent                 | Club Bruges          | Romelu Lukaku (Anderlecht) (15)                                                             |
| 2010-2011 | Genk (3)            | Standard Liegi       | Anderlecht           | Ivan Perišić (Club Bruges) (22)                                                             |
| 2011-2012 | Anderlecht (31)     | Club Bruges          | Genk                 | Jérémy Perbet (Mons) (25)                                                                   |
| 2012-2013 | Anderlecht (32)     | Zulte Waregem        | Club Bruges          | Carlos Bacca (Club Bruges) (22)                                                             |
| 2013-2014 | Anderlecht (33)     | Standard Liegi       | Club Bruges          | Hamdi Harbaoui (Lokeren)(19) Habib Habibou (Gent)(19) Michy Batshuayi (Standard Liegi) (19) |
| 2014-2015 | Gent (1)            | Club Bruges          | Anderlecht           | Aleksandar Mitrović (Anderlecht) (20)                                                       |
| 2015-2016 | Club Bruges (14)    | Anderlecht           | Gent                 | Mbaye Leye (Zulte Waregem) (20) Jérémy Perbet (Charleroi) (20)                              |
| 2016-2017 | Anderlecht (34)     | Club Bruges          | Gent                 | Łukasz Teodorczyk (Anderlecht) (22) Henry Onyekuru (KAS Eupen) (22)                         |
| 2017-2018 | Club Bruges (15)    | Standard Liegi       | Anderlecht           | Hamdi Harbaoui (Zulte Waregem) (22)                                                         |
| 2018-2019 | Genk (4)            | Club Bruges          | Standard Liegi       | Hamdi Harbaoui (Zulte Waregem) (25)                                                         |
| 2019-2020 | Club Bruges (16)    | Gent                 | Charleroi            | Dieumerci Mbokani (Royal Antwerp FC) (18) Jonathan David (Gent) (18)                        |
| 2020-2021 | Club Bruges (17)    | Genk                 | Anversa              | Paul Onuachu (Genk) (33)                                                                    |
| 2021-2022 | Club Bruges (18)    | Union Saint-Gilloise | Anderlecht           | Deniz Undav (Union Saint-Gilloise) (25)                                                     |
| 2022-2023 | Anversa (5)         | Genk                 | Union Saint-Gilloise | Hugo Cuypers (Gent) (24)                                                                    |

## Campionati vinti
| Club                 | Titoli | Anni |
| -------------------- | ------ | --- |
| Anderlecht           | 34     | 1946-1947, 1948-1949, 1949-1950, 1950-1951, 1953-1954, 1954-1955, 1955-1956, 1958-1959, 1961-1962, 1963-1964, 1964-1965, 1965-1966, 1966-1967, 1967-1968, 1971-1972, 1973-1974, 1980-1981, 1984-1985, 1985-1986, 1986-1987, 1990-1991, 1992-1993, 1993-1994, 1994-1995, 1999-2000, 2000-2001, 2003-2004, 2005-2006, 2006-2007, 2009-2010, 2011-2012, 2012-2013, 2013-2014, 2016-2017 |
| Club Bruges          | 19     | 1919-1920, 1972-1973, 1975-1976, 1976-1977, 1977-1978, 1979-1980, 1987-1988, 1989-1990, 1991-1992, 1995-1996, 1997-1998, 2002-2003, 2004-2005, 2015-2016, 2017-2018, 2019-2020, 2020-2021, 2021-2022, 2023-2024 |
| Union Saint-Gilloise | 12     | 1903-1904, 1904-1905, 1905-1906, 1906-1907, 1908-1909, 1909-1910, 1912-1913, 1922-1923, 1932-1933, 1933-1934, 1934-1935, 2024-2025 |
| Standard Liegi       | 10     | 1957-1958, 1960-1961, 1962-1963, 1968-1969, 1969-1970, 1970-1971, 1981-1982, 1982-1983, 2007-2008, 2008-2009 |
| Beerschot            | 7      | 1921-1922, 1923-1924, 1924-1925, 1925-1926, 1927-1928, 1937-1938, 1938-1939 |
| Racing Bruxelles     | 6      | 1896-1897, 1899-1900, 1900-1901, 1901-1902, 1902-1903, 1907-1908 |
| Daring Bruxelles     | 5      | 1911-1912, 1913-1914, 1920-1921, 1935-1936, 1936-1937 |
| RFC Liegi            | 5      | 1895-1896, 1897-1898, 1898-1899, 1951-1952, 1952-1953 |
| Anversa              | 5      | 1928-1929, 1930-1931, 1943-1944, 1956-1957, 2022-2023 |
| Malines              | 4      | 1942-1943, 1945-1946, 1947-1948, 1988-1989 |
| Lierse               | 4      | 1931-1932, 1941-1942, 1959-1960, 1996-1997 |
| Genk                 | 4      | 1998-1999, 2001-2002, 2010-2011, 2018-2019 |
| Cercle Bruges        | 3      | 1910-1911, 1926-1927, 1929-1930 |
| KSK Beveren          | 2      | 1978-1979, 1983-1984 |
| RWD Molenbeek        | 1      | 1974-1975 |
| Gent                 | 1      | 2014-2015 |